# George H. Dern
George Henry Dern (ur. 8 września 1872, zm. 27 sierpnia 1936) – amerykański polityk, działacz Partii Demokratycznej. Siódmy gubernator Utah
Urodził się w hrabstwie Dodge w Nebrasce. Po swym ojcu, Johnie, przejął milionowe kopalniane interesy w stanie Utah. Szybko stał się jednym z największych biznesmenów w tym stanie.
Utah jest stanem w większości republikańskim i mormońskim. Dern nie był mormonem ani republikaninem, a mimo to zaskarbił sobie wielką popularność i wpływy pośród wyborców w tym stanie. W roku 1915 został wybrany w skład stanowego senatu, a dziesięć lat później objął stanowisko gubernatora stanu. Za jego kadencji stan rozwinął się znacznie.
Działał na rzecz prezydenckiej kandydatury Franklina Delano Roosevelta, który po wygraniu wyborów w roku 1932, mianował Derna sekretarzem wojny. Dern znał Roosevelta z czasów, kiedy obaj zasiadali w Narodowej Konferencji Gubernatorów (Roosevelt był gubernatorem Nowego Jorku).
Dern należał do bardziej prawicowego, konserwatywnego skrzydła Partii Demokratycznej, lecz udało mu się współdziałać we wprowadzaniu ustawodawstwa Nowego Ładu z takimi liberalnymi członkami rządu jak Frances Perkins czy Henry Wallace.
Zmarł pełniąc obowiązki sekretarza wojny w roku 1936 w wieku 64 lat. Jego wnukiem jest aktor Bruce Dern.